# پلیس سامورایی
پلیس سامورایی (به انگلیسی: Samurai Cop) یک فیلم ویدئویی آمریکایی در ژانر اکشن محصول سال ۱۹۹۱ میلادی به نویسندگی و کارگردانی امیر شروان است.
بازیگران اصلی رابرت زی‌دار و مت هانون هستند. این فیلم اغلب به عنوان یکی از بدترین فیلم‌های زمان خودش شناخته می‌شود.

## دنباله فیلم
فیلم سینمایی پلیس سامورایی ۲: انتقام مرگبار (۲۰۱۵) ادامه این اثر سینمایی است.